# Pedro Pablo Calbimonte
Pedro Pablo Calbimonte (ur. 10 kwietnia 1991 w Sucre) – boliwijski kierowca wyścigowy.

## Kariera

### Formuła Master Junior
Po dwóch latach startów we włoskich i niemieckich seriach kartingowych, Calbimonte rozpoczął karierę w wyścigach samochodowych w roku 2007, od startów w Formule Master Junior. Stanął tu pierwszy raz w karierze na podium – w jednym z dwóch wyścigów, w których startował. Dorobek 44 punktów pozwolił mu uplasować się na 12 pozycji w klasyfikacji generalnej.

### Formuła Renault 2.0
W latach 2008–2010 Boliwijczyk nie startował w żadnych seriach. W 2011 roku powrócił do ścigania w Brytyjskiej Formule Renault. Tu również dokładnie raz stawał na podium. Uzbierane 123 punkty dały mu 13 miejsce w klasyfikacji końcowej

### Formuła 3
Na sezon 2012 Pedro podpisał kontrakt na starty w Międzynarodowej Serii Brytyjskiej Formuły 3 oraz Europejskiej Formule 3. W serii brytyjskiej stawał z brytyjską ekipą T-Sport ośmiokrotnie na podium. Uplasował się ostatecznie tuż za podium klasyfikacji kierowców. W Mistrzostwach Europy zaliczył jedynie gościnne występy z fińskim zespołem ThreeBond with T-Sport.

## Statystyki
| Sezon | Seria                                      | Zespół                 | Wyścigi | Zwycięstwa | PP | NO | Podium | Punkty | Pozycja |
| ----- | ------------------------------------------ | ---------------------- | ------- | ---------- | -- | -- | ------ | ------ | ------- |
| 2007  | Formuła Master Junior                      |                        | 2       | 0          | 0  | 0  | 1      | 44     | 12      |
| 2011  | Brytyjska Formuła Renault                  | Fortec Motorsport      | 14      | 0          | 0  | 0  | 1      | 123    | 13      |
| 2012  | Brytyjska Formuła 3 – Międzynarodowa Seria | T-Sport                | 21      | 0          | 1  | 0  | 8      | 124    | 4       |
| 2012  | Europejska Formuła 3                       | ThreeBond with T-Sport | 2       | 0          | 0  | 0  | 0      | 0      | NS†     |

† – Calbimonte nie był zaliczany do klasyfikacji generalnej.